# X Congresso Olimpico
Il X Congresso Olimpico venne organizzato dal Comitato Olimpico Internazionale dal 30 settembre al 4 ottobre 1973 a Varna, in Bulgaria.

## Sviluppo
A distanza di 43 anni dall'ultima riunione olimpica ufficiale, i vertici del CIO decisero di organizzare un nuovo Congresso Olimpico. Ci furono vari motivi per cui non vi fu la necessita di organizzare un nuovo Congresso prima di allora: all'epoca, la Carta Olimpica non prevedeva una frequenza minima in cui tenere delle discussioni formali tra tutti i componenti del mondo sportivo, la seconda guerra mondiale mise in pausa lo sviluppo del movimento olimpico e nel secondo dopoguerra il Comitato Olimpico Internazionale cominciò a incontrarsi periodicamente con i comitati olimpici nazionali e le federazioni sportive internazionali, dunque vi era meno necessità di organizzare un Congresso Olimpico formale.
Progressivamente però aumentò la richiesta da parte delle varie istituzioni sportive relativa ad un nuovo Congresso, così Avery Brundage, Presidente del CIO dell'epoca, decise di organizzarne uno. L'incontro era originariamente previsto per il 1971 a Sofia, ma venne rinviato al 1973 per motivi organizzativi, spostando la sede dalla capitale bulgara alla città sul Mar Nero; in quest'ultimo anno si celebrò anche il 50º anniversario della costituzione del Comitato Olimpico Bulgaro. Le discussioni, organizzate dalla Commissione Tripartita, che rappresentava i tre rami del movimento olimpico (CIO, CON e FI), e presiedute da Michael Morris Killanin che aveva sostituito Brundage, si tennero Palazzo della cultura e dello sport nell'autunno 1973 e videro la presenza di 307 delegati, vedendo anche una discreta rappresentanza di atleti olimpici.
I temi principali dell'incontro, che si articolò in tre giornate di lavoro, furono lo "Sport per un mondo di pace" e "Il futuro del movimento olimpico"; il primo si aprì la discussione sulla "ridefinizione del movimento olimpico e del suo futuro", nel secondo si trattò del "rapporto tra CIO, FI e CON" mentre l'ultimo giorno fu dedicato alla discussione sui "piani per i futuri giochi olimpici". I delegati ebbero modo di esporre le proprie idee, accogliendo la richiesta di Killanin di proporre suggerimenti sensati, senza attaccarsi l'un con l'altro.
I risultati del Congresso compresero vari suggerimenti, come il mantenimento della Commissione Tripartita come organo permanente di cooperazione e l'inclusione delle donne in tutte le organizzazioni sportive nazionali e internazionali e il miglioramento dei rapporti con le atlete, oltre al porre attenzione sul problema del doping. Al centro delle discussioni ci fu anche il ripensamento dell'idea di dilettantismo, con il suggerimento di autorizzare un'assistenza finanziaria per la formazione degli atleti olimpici. Fu anche proposto di tenere ad intervalli regolari i futuri Congressi Olimpici, suggerimento inserito poi nel 1977 nella Carta Olimpica.
Il Presidente del CIO Killanin sottolineò poi come lo sport dovesse essere un punto rilevante nelle politiche dei vari governi, chiedendo agli atleti olimpici di perseguire e mostrare uno spirito sportivo e leale durante i Giochi, per far sì questi potessero favorire la pace nel mondo, considerando il loro importante ruolo sociale.